# Макнэбб, Брэйден
Брэ́йден Макнэ́бб (англ. Brayden McNabb; 21 января 1991, Дэвидсон, Саскачеван, Канада) — канадский хоккеист, защитник клуба Национальной хоккейной лиги (НХЛ) «Вегас Голден Найтс». Обладатель  Кубка Стэнли 2023 года.

## Карьера

### Клубная карьера
Макнэбб был выбран во 2-м раунде под общим 37-м номером на драфте WHL 2006 года клубом «Кутеней Айс». Он начал в «Кутеней» с сезона 2006-07, когда отыграл за команду три матча. В сезоне 2007-08 Макнэбб сыграл в 65-и играх, забросив 2 шайбы и отдав 9 передач. Кроме того, он заработал одно очко в 10-и матчах плей-офф WHL.
В сезоне 2008-09 Макнэбб играл в роли защитника, ориентированного на оборону. В 67-и играх он забил 10 голов и отдал 26 передач, в общем набрав 36 очков, а также заработав 140 минут штрафа. Брэйден также внёс вклад в плей-офф, отдав 5 передач в 4-х играх. В этом сезоне он играл в Матче всех звёзд Канадской хоккейной лиги за команду Орра. В этом матче Макнэбб отдал три результативные передачи.
26 июня 2009 года Макнэбб был задрафтован «Баффало Сейбрз» под общим 66-м номером. Он учился в Атол-Мюррей Колледж Нотр-Дам, подготовительной школе города Уилкокса, где уже играл вместе с нынешним защитником «Баффало» Тайлером Майерсом.
18 мая 2011 года он подписал с «Сейбрз» трёхлетний контракт новичка. Макнэбб забросил свою первую шайбу в НХЛ 26 декабря 2011 года в матче против «Вашингтон Кэпиталз».
5 марта 2014 года «Баффало» обменяло Брэйдена Макнэбба, нападающего Джонатана Паркера и два выбора во вторых раундах драфта 2014 и 2015 годов в «Лос-Анджелес Кингз» на двух нападающих — Николя Делорье и Хадсона Фашинга.
После трёх сезонов в составе «Кингз» был выставлен на драфте расширения НХЛ 2017, где его забрал клуб-дебютант НХЛ «Вегас Голден Найтс». 27 ноября 2017 года подписал с «Голден Найтс» новый четырёхлетний контракт на общую сумму $10 млн. В своём первом сезоне в НХЛ «Голден Найтс» дошли до Финала Кубка Стэнли в котором проиграли «Вашингтон Кэпиталз» в серии со счётом 4-1.
30 января 2022 года подписал с командой новый трёхлетний контракт. В июне 2023 года «Голден Найтс» в финале Кубка Стэнли обыграли команду «Флорида Пантерз» в серии со счётом 4-1 и впервые в истории завоевали Кубок Стэнли; Макнэбб сыграл в плей-офф 20 игр и набрал 3 очка.

### Международная карьера
В 2008 году Макнэбб участвовал в Мемориале Ивана Глинки, в котором он и его команда завоевали золотые медали. В 2009 году Брэйден стал членом сборной Канады на юниорском чемпионате мира 2009.

## Статистика
| Легенда | Легенда                    | Легенда | Легенда                   | Легенда | Легенда    |
| ------- | -------------------------- | ------- | ------------------------- | ------- | ---------- |
| И       | Количество проведённых игр | Штр     | Штрафное время            | +/−     | Плюс-минус |
| Г       | Голы                       | П       | Голевые передачи          | О       | Очки       |
| -       | Статистика неизвестна      | —       | Статистика не учитывалась |         |            |

## Достижения

### Командные
| Год  | Команда         | Достижение                        | Достижение |
| ---- | --------------- | --------------------------------- | ---------- |
| 2008 | Канада (юниор.) | Победитель Мемориала Ивана Глинки |            |
| 2011 | Кутеней Айс     | Обладатель Кубка Эда Чиновета     |            |

### Личные
| Год        | Команда            | Достижение                                                          | Достижение |
| ---------- | ------------------ | ------------------------------------------------------------------- | ---------- |
| 2009       | Кутеней Айс        | Участник Матча всех звёзд CHL                                       |            |
| 2010, 2011 | Кутеней Айс        | Попадание в первую Сборную всех звёзд Восточной конференции WHL (2) |            |
| 2013, 2014 | Рочестер Американс | Участник Матча всех звёзд АХЛ (2)                                   |            |